# Flip-Chip Pin Grid Array

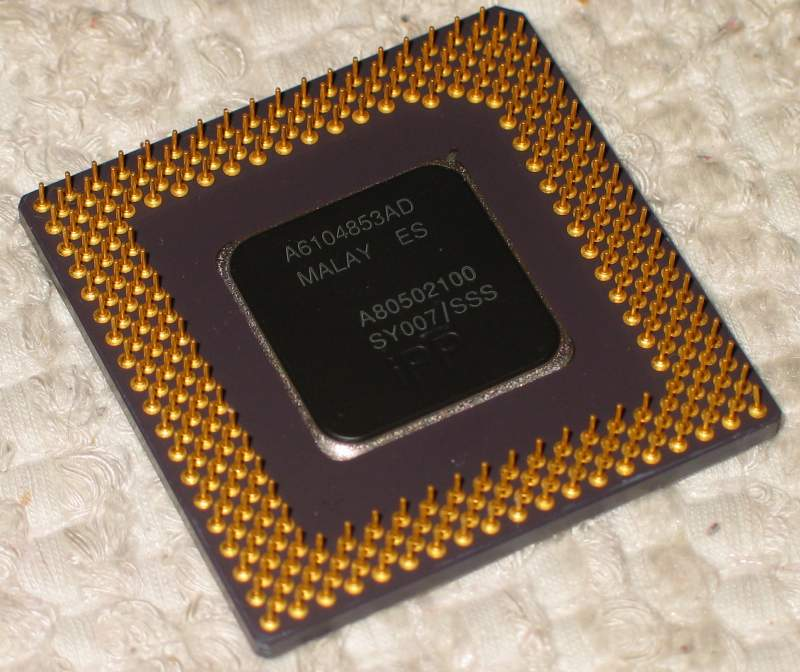
Eine 100-MHz-Pentium-CPU auf einem CPGA (IC auf der Unterseite)

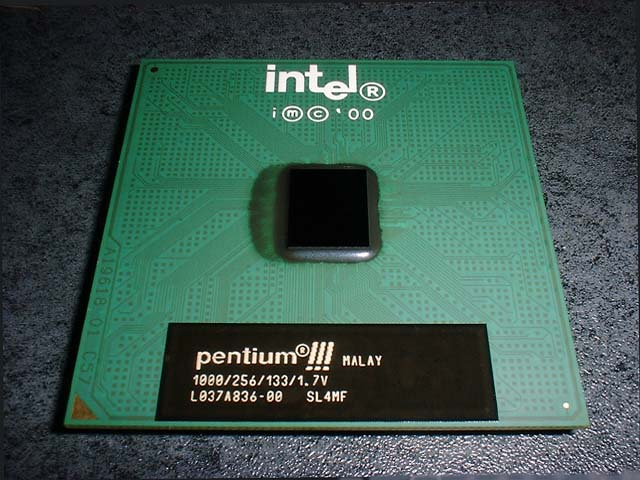
Ein Pentium-III-Prozessor mit offen liegendem Die

Flip-Chip Pin Grid Array (FC-PGA, FCPGA) ist eine Form des Pin Grid Arrays, bei dem der Integrierte Schaltkreis (IC) auf der Oberseite (englisch flip-chip ‚umgedrehter, gewendeter Chip‘) des Trägers befestigt ist.
Ursprünglich wurden die ICs häufig auf der der Platine zugewandten Seite des PGA befestigt bzw. verdrahtet, mit steigender Geschwindigkeit und zunehmender Verlustleistung der Prozessoren ging man aber dazu über, den eigentlichen Prozessorkern auf der Oberseite des Trägers anzubringen und zu verdrahten. Später, durch einen Heatspreader geschützt, konnte so die Abwärme direkter an den daraufliegenden Kühlkörper abgegeben werden. 
Mit der Einführung des Pentium III bzw. einiger Celeron-Modelle für den Sockel 370 bezeichnete Intel diese ungeachtet des Trägermaterials hauptsächlich als FCPGA-Prozessoren, bei diesen Modellen wurde der Heatspreader entfernt, um eine noch direktere Wärmeübertragung an den Kühlkörper zu ermöglichen. Bei den Pentium-III- und Celeron-Prozessoren mit Tualatin-Kern wurde wieder ein Heatspreader hinzugefügt. Später folgten µFCPGA (Sockel 478).
In der Umgangssprache sind die Begriffe FC-PGA-Prozessor und Socket-370-Prozessor daher austauschbar geworden und werden nicht immer korrekt im technischen Sinn verwendet.